# Maloof Music
Maloof Music — американский лейбл звукозаписи, принадлежащий Maloof Productions и Interscope Records (Universal Music Group). Управляющими лейбла являются Фил Мэлуф и Тони Гуанчи. Стилизация лейбла разнообразна, включает в себя следующие направления: рок, хип-хоп, альтернативный рок, поп-музыка.

## Список исполнителей
- Rev Theory [1]
- Hinder [1]
- Ali Lohan [1]